# M5 Tractor
Le M5 high-speed Tractor (en français : Tracteur de haute vitesse M5) est un tracteur d'artillerie américain conçu en 1942 et produit la même année par la société International Harvester.

## Histoire

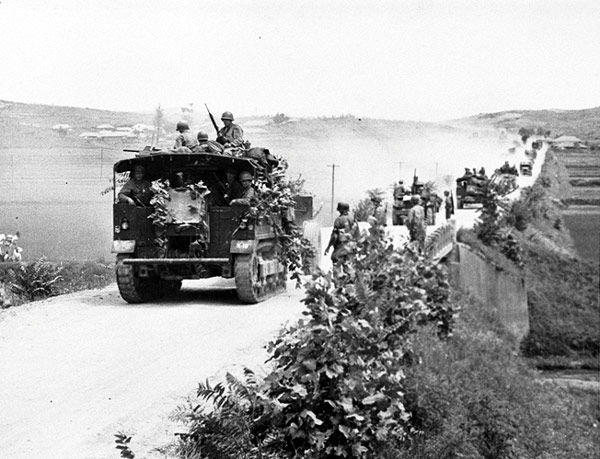
Un M5 Tractor en mouvement durant la guerre de Corée.

Le M5 est un véhicule chenillé initialement conçu pour tracter l’obusier de 105 mm Howitzer M2 et le canon de 155 mm Long Tom, et pour transporter l’équipage du canon ainsi que les munitions. Un treuil et un système à rouleaux permettaient au M5 de tracter vers l’avant ou l’arrière. L’armement du M5 était un mitrailleuse antiaérienne Browning M2.
Inspiré du char léger T21 dont les chenilles et les suspensions sont basées sur celles du char M3 Stuart, le M5 est standardisé en octobre 1942 et produit par la société International Harvester la même année. En 1944, 200 d'entre eux furent envoyés à l'Union soviétique dans le cadre du programme Prêt-Bail. Dès leur réception l'armée rouge les déploya sur le front pour tracter ses canons lourds et notamment l'obusier-canon de 152 mm M1937 (ML-20).
L'armée américaine cesse de l'utiliser peu après la guerre de Corée et les remplacent par le M8 Tractor mais le M5 servira par la suite dans d'autres pays comme le Japon, l'Autriche, la Yougoslavie ou les Pays-Bas, ce dernier les emploiera lors du raz-de-marée en mer du Nord en 1953.

## Variantes
- M5 avec toit souple, conducteur au milieu et ressorts hélicoïdaux verticaux
- M5A1 avec toit dur, conducteur à gauche et ressorts hélicoïdaux verticaux
- M5A2 avec toit souple, conducteur au centre et ressorts hélicoïdaux horizontaux
- M5A3 avec toit dur, conducteur à gauche et ressorts hélicoïdaux horizontaux
- M5A4 avec demi toit dur, conducteur au centre, boîtes de munitions de côté et ressorts hélicoïdaux horizontaux

## Exemplaires survivants
Liste non exhaustive des endroits où se trouvent des M5 Tractor qui ont survécu :
- George C. Marshall Museum, Lexington, Virginie, États-Unis
- 45th Infantry Division Museum, Oklahoma City, Oklahoma,  États-Unis[3]
- Battlfefield Military Museum, Gettysburg, Pennsylvanie,  États-Unis[4]
- Museum of the American G.I., College Station, Texas,  États-Unis (entièrement fonctionnel)
- Armourgeddon, Husbands Bosworth, Leicestershire, Royaume-Uni (M5A2)
- Kansas Museum of Military History, Augusta, Kansas,  États-Unis (entièrement fonctionnel)
- Arkansas National Guard Museum, Little Rock, Arkansas,  États-Unis
- Collectin Christian Dours, Orrouer, France (entièrement fonctionnel)

Beaucoup de M5 Tractor ont été utilisés en Colombie-Britannique et au Canada comme supports pour marteaux perforateurs. La Drilmobile, fabriquée par Chapman Motor & Machine shop de Delta, a été conçue spécifiquement pour la construction de routes pour l'exploitation forestière et était très populaire.